# 石浦城隍庙
29°13′5″N 121°56′46″E / 29.21806°N 121.94611°E
石浦城隍庙是浙江省象山县的一处城隍庙，位于石浦镇。建筑始建于明初，清代更新，民国有所修缮。建筑以前、后戏台为特色，雕饰华丽。
2005年3月16日，石浦城隍庙被纳入第五批浙江省文物保护单位。